# Takin’ Back My Love
„Takin’ Back My Love” – piosenka pop stworzona przez Enrique Iglesiasa, Ciarę Harris i Frankie’ego Storma na kompilację Iglesiasa, Greatest Hits (2008). Wyprodukowany przez RedOne Productions oraz nagrany w dwóch wersjach z gościnnymi udziałami Ciary oraz Sary Connor, utwór wydany został jako drugi singel promujący album dnia 12 stycznia 2009.
Początkowa wersja kompozycji nagrana została z gościnnym udziałem amerykańskiej wokalistki R&B Ciary i wydana została jako singel międzynarodowy w większości krajów świata. Druga wersja piosenki zawiera, zamiennie wokal niemieckiej artystki pop Sary Connor i wydana została na rynki muzyczne krajów niemieckojęzycznych oraz wybranych krajów Europy.

## Promocja
Po raz pierwszy Iglesias zaprezentował utwór podczas francuskiej wersji programu Fabryka Gwiazd, kiedy to rolę gościnnego wokalu przejął jeden z uczestników - Gautier. Występ został przyjęty przez publiczność entuzjastycznie, zaś same jury nagrodziło wokalistów owacjami na stojąco. Tydzień po zaprezentowaniu kompozycji, na oficjalnej liście najlepiej sprzedających się singli we Francji „Takin’ Back My Love” w wersji z udziałem Ciary zadebiutował na pozycji #2.
W ramach promocji Enrique Iglesias oraz Ciara wystąpili razem podczas 2009 Pro Bowl Half-time Show na Hawajach i był to ich pierwszy wspólny występ z tą piosenką.
W związku ze studyjnymi zobowiązaniami Ciary co do nagrania krążka wokalistka odsunęła promocję na dalszy plan ustępując w ten sposób australijskiej artystce pop/R&B Gabrielli Cilmi, która użyczyła swego głosu w czasie trwania większości koncertów promocyjnych w Europie występując w holenderskim programie „Life & Cooking”, brytyjskich „Paul O’Grady Show”, „Loose Women” oraz „The Alan Titchmarsh Show” i podczas Meteor Music Awards w Irlandii.
W niemieckim programie „Nur Die Liebe Zaehlt” Iglesias zaprezentował utwór z Sarą Connor.

## Teledysk
Teledysk do singla nagrywany był dnia 13 stycznia 2009 w Los Angeles i reżyserowany przez Raya Kaya. Klip miał premierę w lutym 2009. Wersja videoclipu z gościnnym udziałem Sary Connor ujrzała światło dzienne w marcu 2009 oraz została wzbogacona o dodatkowe ujęcia.
Klip wykonany został w różnych odcieniach koloru niebieskiego. Teledysk rozpoczyna się ujęciem prezentującym zdjęcie portretowe Iglesiasa oraz Ciary, nagle zmieniając scenę na zewnątrz pomieszczenia, gdzie artyści ze zdjęcia kłócą się oraz popychają. Utwór rozpoczyna się wersami śpiewanymi przez wokalistę, w czasie których artystka wykonuje układ przy białym murze.
Wraz z rozpoczęciem części kompozycji śpiewanej przez Ciarę, klip ukazuje wściekłą wokalistkę, która przyglądając się męskiej kurtce zawierającej napis „Od C, z miłości” w ataku złości wynosi ją na zewnątrz następnie wrzucając do basenu. Kolejne ujęcia prezentują kochanków niszczących dobytek znajdujący się w willi - Iglesiasa rzucającego naczynia oraz Ciarę palącą zeszyty z tekstami piosenek wokalisty, by potem wylać pojemnik z farbą na samochód ukochanego. Następnie razem spotykają się w jadalni, gdzie się całują i wykonują taniec pełen elementów o podtekstach erotycznych. Po zakończeniu choreografii Enrique próbuje dotknąć artystki, jednak ta odpychając jego rękę wznawia awanturę, która kończy się na ponownym zniszczeniu mienia. Końcowe ujęcia klipu prezentują całującą i śmiejącą się parę, wokół której świecą się na przemian zniszczone lampy.

## Listy utworów i formaty singla
Brytyjski singel digital download (Wydany: 23 marca 2009)
1. „Takin’ Back My Love” (feat. Ciara) (Radio Edit) – 3:51

Brytyjski digital EP (Wydany: 23 marca 2009)
1. „Takin’ Back My Love” (feat. Ciara) (Radio Edit) – 3:51
2. „Takin’ Back My Love” (feat. Ciara) (Moto Blanco Radio Mix) – 3:51
3. „Takin’ Back My Love” (Videoclip) – 3:57

## Pozycje na listach
featuring Ciara
| Lista przebojów (2009)            | Najwyższa pozycja |
| --------------------------------- | ----------------- |
| Belgia Singles Chart              | 25                |
| Dania Singles Top 40 Chart        | 27                |
| Finlandia Top 20 Singles Chart    | 9                 |
| Francja Singles Chart             | 2                 |
| Holandia Top 40 Chart             | 7                 |
| Irlandia Singles Chart            | 7                 |
| Szwecja Singles Top 60 Chart      | 52                |
| UK Singles Chart                  | 13                |
| USA Billboard Hot Dance Club Play | 29                |
| United World Chart                | 35                |

featuring Sarah Connor
| Lista przebojów (2009)   | Najwyższa pozycja |
| ------------------------ | ----------------- |
| Austria Singles Chart    | 19                |
| Czechy Singles Chart     | 12                |
| Niemcy Singles Chart     | 9                 |
| Polska Airplay Chart     | 28                |
| Szwajcaria Singles Chart | 23                |
| Euro WebCharts           | 1                 |